# Дающий
«Дающий» — первый роман одноимённой тетралогии, написанный американской писательницей Лоис Лоури в 1993 году.
В 1994 году было продано более 12 миллионов копий по всему миру и произведение удостоилось медали Джона Ньюбери. В Австралии, Канаде и США роман входит в программу обучения школ.
В 2014 году режиссёром Филиппом Нойсом по роману был снят фильм «Посвящённый».

## Сюжет
Джонас, 12-летний мальчик, живёт в Сообществе, изолированном от всего, кроме нескольких похожих городов, где каждый, от маленьких детей до стариков, имеет назначенную роль. В ожидании ежегодной Церемонии Двенадцати, он нервничает, потому что там будет назначена его работа на всю жизнь. Он ищет успокоения у отца-Воспитателя (который заботится о младенцах, которые создаются генетическими методами, так что родители Джонаса биологически не связаны с ним) и матери-Чиновницы, они ему говорят, что Комитет старейшин никогда не ошибается.
День в конце концов наступает, и Джонаса назначают новым Принимающим Воспоминаний, и предыдущий Принимающий начинает учить его.
Джонас принимает от старика сведения о всём, что происходило с человечеством раньше, в то время как обычные люди ничего не знают о прошлом. От старика мальчик узнаёт о таких чувствах, как любовь, дружба, горе, одиночество и так далее. Он узнаёт о том, что мир не серый, как он предоставляется всем в текущем мире, а в нём есть цвета и чувства.
В конце концов, не желая больше жить в Сообществе, Джонас сбегает оттуда во внешний мир с младенцем, который довольно часто плакал . Наконец пройдя через голод и холод , они добрались до местного поселения , где в окнах мелькали разноцветные огни, а люди праздновали новый год.